# 이랑도서관
이랑도서관은 인천광역시 미추홀구에 있는 공립 도서관이다.

## 연혁
- 2012년 10월 20일 개관.